# Ford Kuga
O  Ford Kuga é um utilitário esportivo da Ford europeia, baseado na plataforma C1 da Ford pelas qual também gira o C-MAX e o Focus.

## Galeria
- Primeira geração (2008-2013)
- Segunda geração (2012-2019)
- Terceira geração (2019-presente)